# Sayyidah Zaynab
Sayyidah Zaynab (em árabe: السيدة زينب), comumente conhecida como Set Zaynab, é uma cidade da Síria, localizada no distrito de Rif Dimashq, a 10 quilômetros ao sul de Damasco, capital nacional. Com uma população de 136 427 habitantes, conforme o censo de 2004, é a 10ª cidade mais populosa do país e a cidade-satélite de Damasco mais populosa. Administrativamente, a cidade está localizada em Markaz Rif Dimashq e pertence à anaia ("subdistrito") de Babila. O município de Sayyidah Zaynab é considerado como uma comunidade rural pelo governadoria de Rif Dimashq.
Em 21 de fevereiro de 2016, pelo menos 134 pessoas foram mortas e mais de 180 pessoas ficaram feridas em até quatro explosões, incluindo um carro-bomba e dois atentados suicidas. O Estado Islâmico reivindicou a autoria do atentado. Em junho do mesmo ano, novamente o Estado Islâmico reivindicou a responsabilidade por uma explosão de bomba, que feriu 55 pessoas. A Agência Árabe Síria de Notícias relatou haver 12 pessoas mortas, enquanto o Observatório Sírio de Direitos Humanos (OSDH) afirmou que houve 20 mortes.

## Etimologia
O nome da cidade é derivado do santuário que contém o túmulo de Zainabe, filha de Ali e Fátima e neta de Maomé. Acredita-se, por parte dos muçulmanos xiitas, que a Mesquita de Sayyidah Zaynab é o autêntico lugar do enterro de Lady Zainabe, enquanto que a mesquita no Cairo com o mesmo nome pertence a Zainabe binte Iáia binte Zaide binte Ali Zaine Alabidim (ou seja, a grande neta do Imame).

## Significado religioso
Sayyidah Zaynab é um dos destinos mais importantes para peregrinos xiitas muçulmanos. A cidade também se tornou um importante centro de aprendizagem no mundo xiita. Na década de 1980, durante a Guerra Irã-Iraque, bem como durante a década de 1990, o fluxo de visitantes aumentou significativamente devido ao fato dos santuários xiitas no Iraque estarem inacessíveis. Até 2011, cerca de 1 milhão de turistas visitaram a cidade de Sayyidah Zaynab a cada ano.